# Makassarolja
Makassarolja (mankassar-, mangkassar-) är en olja som uppges kunna stärka och öka hårväxten. Den har fått sitt namn efter Makassar på den indonesiska ön Sulawesi.
Den bereddes ursprungligen genom varmpressning av fröna av Schleichera oleosa), ett träd som växer på Sulawesi och andra indonesiska öar.
Det förr så vanliga bruket av makassarolja har i språket kvarlämnat benämningen antimakassar (grek. anti, emot). Med detta avses små virkade eller sydda dukar som läggs på soffor och stolar till skydd mot nedsmutsning från oljiga huvuden.